# Trachurus capensis
Trachurus capensis is een straalvinnige vissensoort uit de familie van horsmakrelen (Carangidae). De wetenschappelijke naam van de soort is voor het eerst geldig gepubliceerd in 1861 door Francis de Laporte de Castelnau.
Deze soort komt voor aan de Atlantische kust van Afrika, van de Golf van Guinee tot Zuid-Afrika en aan de Indische Oceaankust tot aan Kwazulu-Natal. Ze is vooral aanwezig boven zandige bodems op 100-300 m, soms tot 500 m diepte. Ze voedt zich met kleine kreefachtigen (eenoogkreeftjes en garnalen), maar ook met kleine vissen en pijlinktvissen. Ze is vooral talrijk aanwezig bij Namibië en Zuid-Afrika en daar wordt er op gevist.